# استنلی کافمن
استنلی کافمن (انگلیسی: Stanley Kauffmann؛ ۲۴ آوریل ۱۹۱۶ – ۹ اکتبر ۲۰۱۳) نویسنده، تدوین‌گر و منتقد مشهور فیلم و تئاتر اهل ایالات متحده آمریکا بود.
او استاد تمامِ رشته ادبیات انگلیسی، تئاتر و فیلم در دانشگاه شهری نیویورک بود و همچنین از سال ۱۹۷۳ تا ۱۹۷۶ میلادی در دانشکدهٔ تئاتر دانشگاه ییل به تدریس پرداخت.
استنلی کافمن از کسانی بود که باعث شد آثار کارگردانان برجسته‌ای چون اینگمار برگمان، یاسوجیرو ازو، فرانسوا تروفو و کلود شابرول در آمریکا شناخته شود. یکی دیگر از دلایل شهرت او، نوشتن نقدهای منفی برای فیلم‌های ستایش‌شده‌ای همچون پدرخوانده، داستان عامه‌پسند، دختر میلیون دلاری و بر باد رفته بود.
بعدها، وی الهام‌بخش منتقدانی چون راجر ایبرت و دیوید دنبی شد.
استنلی کافمن همچنین برندهٔ جوایزی همچون کمک‌هزینه گوگنهایم و جایزه کتاب ملی شده بود.